# 阿波大谷站
阿波大谷站（日语：／ Awa-ōtani eki */?）是一位於日本德島縣鳴門市大麻町大谷前場、隸屬於四國旅客鐵道（JR四國）的鐵路車站。車站編號為N05。本站是鳴門線中最遲啟用的車站，亦是鳴門線轉為國鐵後才增設的車站。

## 車站結構
車站開業時已為簡易車站模式，並不設有站舍，而站外亦不設有任何相應設施。
設有側式月台1個。最初的有效長度為2輛，為對應1500系及1200系氣動車行走，2010年月台進行改裝工程，車站的唯一出入口，設於往鳴門站方向的月台末端，原為闊面積樓梯，但因為貼近平交道及受其他路面限制，不能改建成斜道，最終需要將近一節車箱長度的月台後半部削去才能完工。這改動雖未致影響整體月台的有效長度，但月台面積減少了，對上落乘客都帶來潛在危險，JR最後決定把向池谷站方向的1節月台長度拆去，並以鐵架搭成2節長度的新月台。最終令整個月台的有效長度變成3輛，但靠站時則只會使用時新建月台作上落客。同時間，全月台的圍欄也全部被更換，站牌亦換成新式設計，而獲保留的有蓋候車亭則被重新塗上新漆。

### 月台配置
| 路線    | 方向     | 目的地         |
| ------- | -------- | -------------- |
| ■鳴門線 | （上行） | 鳴門方向       |
| ■鳴門線 | （下行） | 池谷、德島方向 |

## 歷史
- 1961年4月15日：開業。
- 1987年10月1日：日本國鐵分割民營化，車站的營運由JR四國繼承。

## 相鄰車站
四國旅客鐵道（JR四國）
■鳴門線
立道（N06）－阿波大谷（N05）－池谷（N04）